# Mór Muman
Mór Muman, auch Mór Mumhan oder Mór Mumain („die Große von Munster“), ist der Name einer angeblich historischen Königin und späteren Göttin von Munster (altirisch Mumu) aus der ersten Hälfte des 7. Jahrhunderts († vermutlich um 630 n. Chr.).
Ihr Vater war nach der Überlieferung der Munster-König Áed Bennán mac Crimthainn. Mór Muman soll in einem Stadium geistiger Entrückung zu ihrer allegorisch-politischen Stellung gekommen sein. Durch Euhemerismus (Vermenschlichung der Götter) wurde sie schließlich zur Landesgöttin und Schutzherrin des Herrschergeschlechts der Eoganachta. 

## Mór Muman Aided Cuanach meic Ailchine
In der Erzählung Mór Muman Aided Cuanach meic Ailchine („Mór Muman und der Tod von Cuanu mac Ailchine“), überliefert im Book of Leinster (irisch: Lebor Laignech), wird die Geschichte ihrer Entrückung geschildert. In diesem Zustand durchwandert sie ganz Irland innerhalb von zwei Jahren. In Cashel (Tipperary), irisch: Caiseal Mumhan, „Steinfestung von Munster“, beschläft sie der König Fíngen mac Áedo Duib, worauf sie wieder ihr Gedächtnis zurückerlangt. Fingen verstößt seine Gattin und macht Mór Muman zu seiner neuen Königin. In den Dindsenchas wird darüber gedichtet:
Die beste der Frauen von Inis Fail
ist Mór, die Tochter von Áed Bennan.
Besser als jeder andere Held ist Fíngen
besser als jeder, der über Femen lief.
Als Fíngen stirbt, heiratet sie seinen Nachfolger Cathal mac Áedo. Vom Tod ihrer Schwester Ruithchern, ebenfalls eine Landesgöttin, wird in der verschollenen Erzählung Aithed Ruithcherne la Cuanu mac Cailchin („Der Mord an Ruithchern durch Cuanu mac Ailchine“) berichtet. Dies ist der Grund für Mór Mumans Rache an Cuanu mac Ailchine.
Mór Muman wird oft mit Mugain, Medb und Morrígan gleichgesetzt oder verglichen.